# Poecillastra tuberosa
Poecillastra tuberosa är en svampdjursart som först beskrevs av Claude Lévi 1964.  Poecillastra tuberosa ingår i släktet Poecillastra och familjen Pachastrellidae. Inga underarter finns listade i Catalogue of Life.